# 乌迈塔
乌迈塔是巴西南大河州的一个市镇。总面积135.246平方公里，总人口4923人，人口密度36.4人/平方公里。